# Chapelle des Dormants
La chapelle des Dormants ou chapelle des endormis est une chapelle en ruine située à Sissy, en France.

## Description

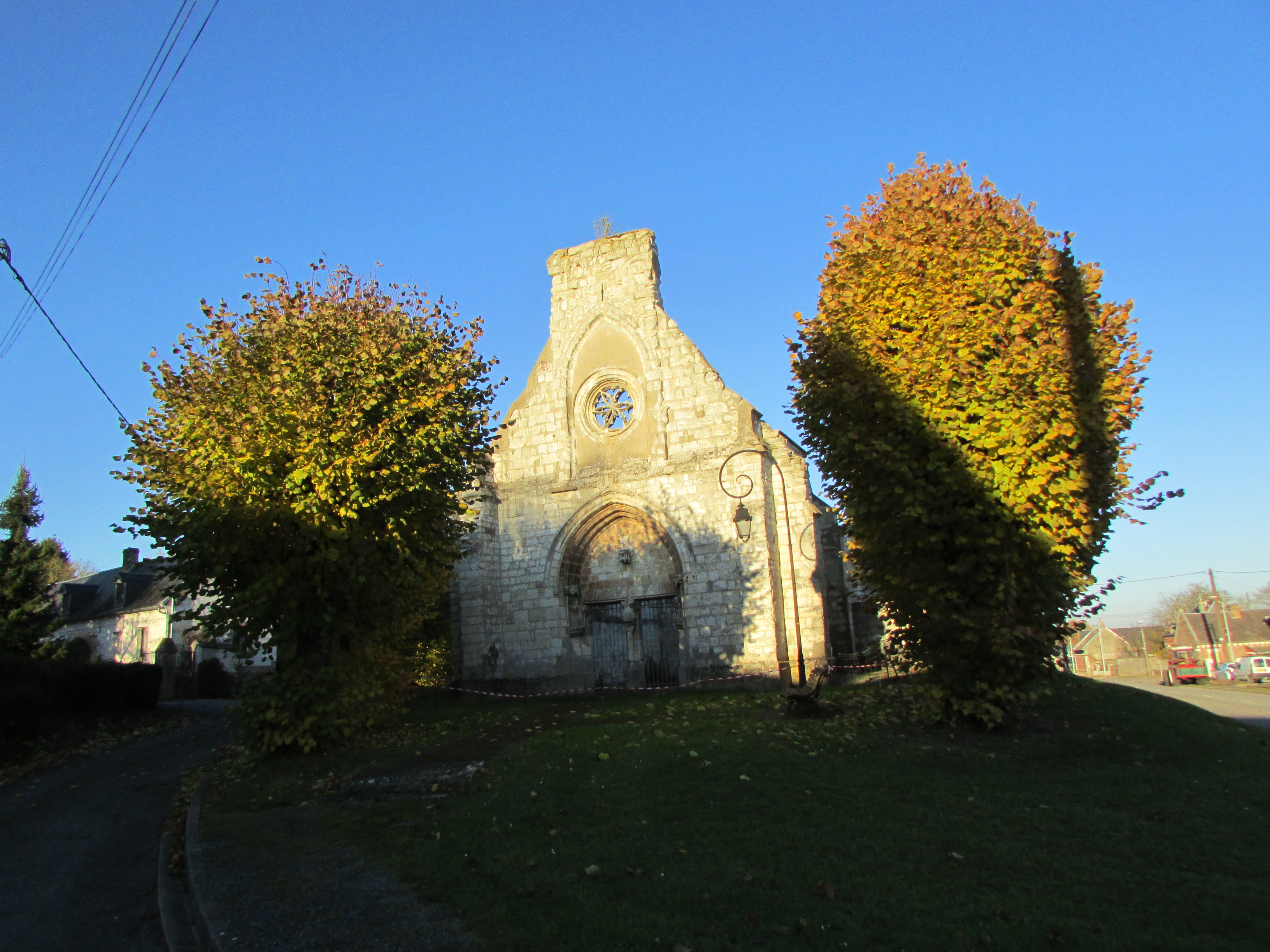
Soleil couchant sur la chapelle.
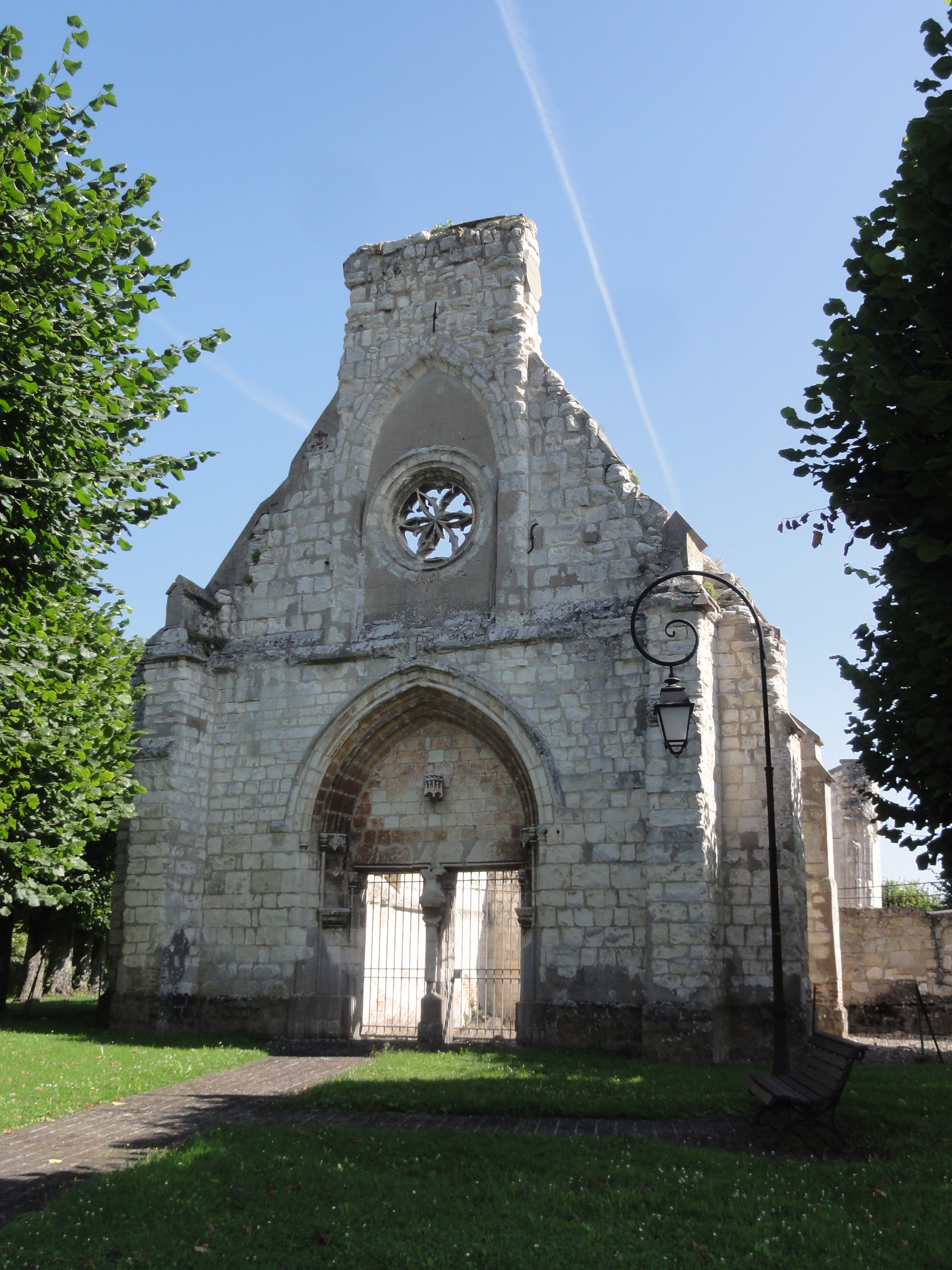
Façade ouest
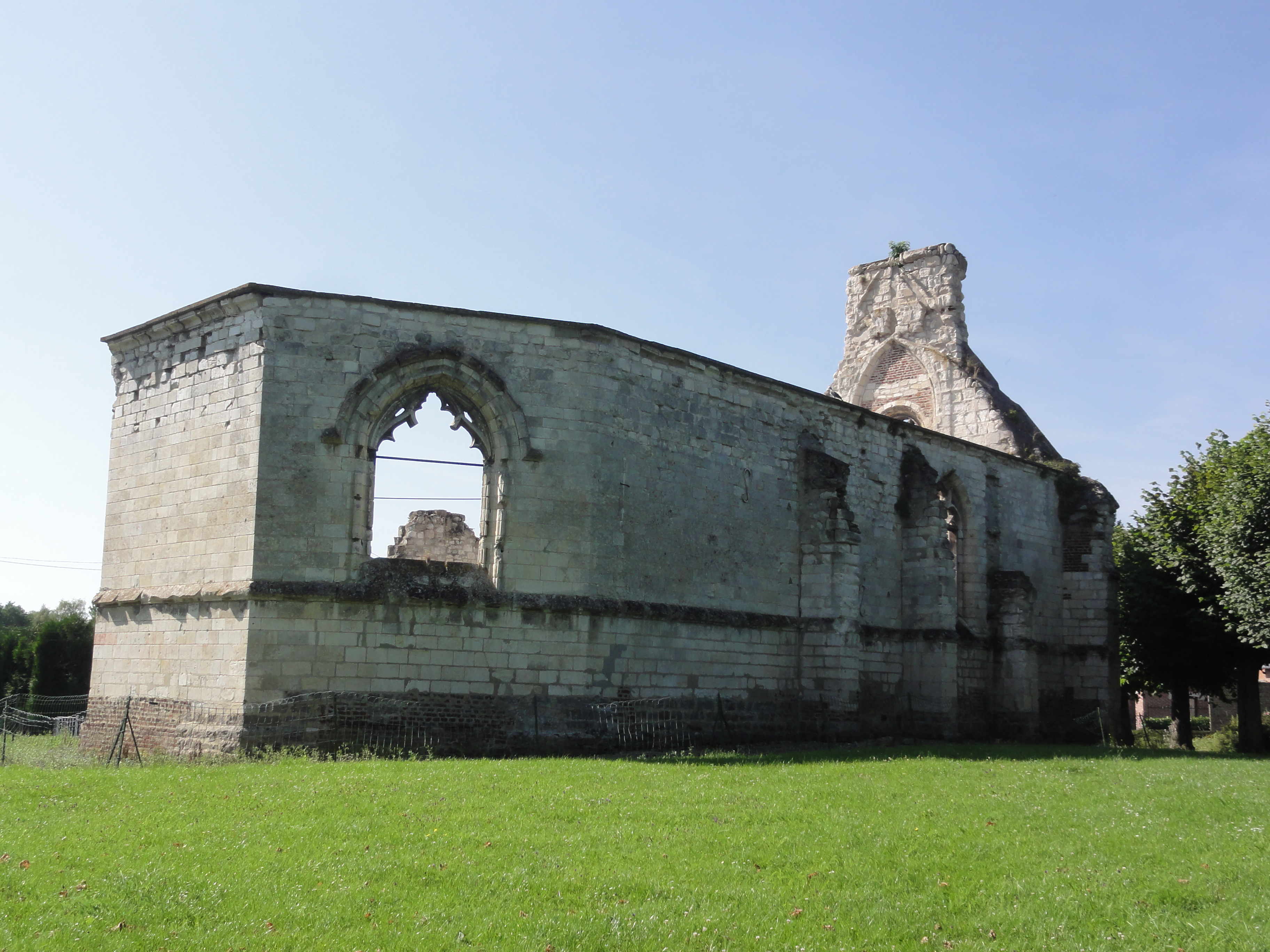
Façade nord
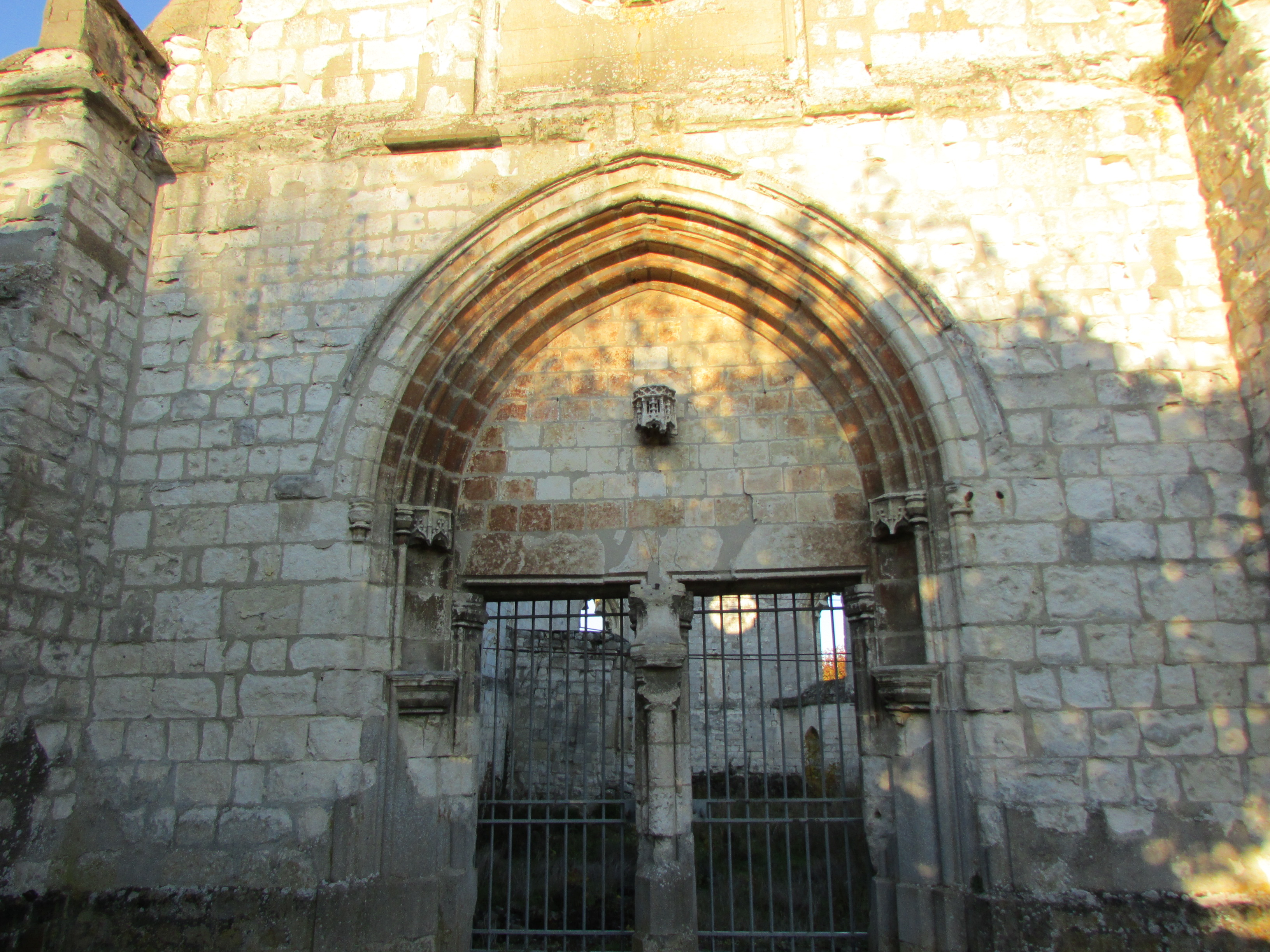
Le portail de la chapelle.

## Localisation
La chapelle est située sur la commune de Sissy, dans le département de l'Aisne.

## Historique
Le monument est classé au titre des monuments historiques en 1920.